# حسن باي (وهران)
حسن باي هو باي وهران وحاكم بايلك الغرب ضمن أيالة الجزائر في العهد العثماني. امتد حكمه بين سنتي 1827 و1831.